# Кауров, Фёдор Анисимович
Фёдор Анисимович Кауров (в книгах иногда Коуров; 25 января 1922, Яутла, Екатеринбургская губерния — 7 октября 1943, Залесье, Киевская область) — гвардии старший сержант Рабоче-крестьянской Красной Армии, участник Великой Отечественной войны, Герой Советского Союза (1943).

## Биография
Фёдор Анисимович Кауров родился 25 января 1922 года в крестьянской семье в селе Яутла Яутлинского сельсовета Яутлинской волости Шадринского уезда Екатеринбургской губернии, ныне село входит в Шатровский муниципальный округ Курганской области.
Окончил Шатровскую среднюю школу и Шадринское педагогическое училище, после чего работал учителем Самохваловской школы Шатровского района, заведующим Портнягинской начальной школой Шатровского района.
В январе 1942 года Кауров добровольно пошёл на службу в Рабоче-крестьянскую Красную Армию. 
До 27 января 1943 года был в эвакуационном госпитале 384, город Барнаул Алтайского края.
С августа 1943 года воевал на Центральном фронте. Участвовал в Курской битве, освобождении Украинской ССР. К сентябрю 1943 года гвардии старший сержант Фёдор Кауров был помощником командира взвода 3-го батальона 205-го гвардейского стрелкового полка 70-й гвардейской стрелковой дивизии 13-й армии Центрального фронта. Отличился во время битвы за Днепр.
21 сентября 1943 года Кауров в составе своего взвода переправился через Днепр в районе села Домантово Репкинского района Черниговской области и принял активное участие в боях за захват и удержание плацдарма на его западном берегу. Во главе одного из отделений взвода он отразил несколько немецких контратак. В ожесточённых боях в живых из всего взвода осталось только три бойца. Получивший тяжёлые ранения Кауров тем не менее продолжал вести огонь, переползая от одного пулемёта к другому, сумев продержаться до подхода подкрепления.
2 октября 1943 года гвардии старший сержант Ф. А. Кауров представлен к званию Героя Советского Союза. На момент представления к званию Героя — беспартийный.
7 октября 1943 года Фёдор Анисимович Кауров скончался от полученных ранений в селе Залесье Залесского сельсовета Чернобыльского района Киевской области Украинской ССР, ныне — Зона отчуждения Чернобыльской АЭС Вышгородскоого района Киевской области Украины.
Похоронен на правом берегу реки Днепр, около устья реки Припять. Перезахоронен в селе Залесье, ныне — Зона отчуждения Чернобыльской АЭС Вышгородскоого района Киевской области Украины.
Указом Президиума Верховного Совета СССР от 16 октября 1943 года гвардии старший сержант Фёдор Кауров посмертно был удостоен высокого звания Героя Советского Союза с вручением ордена Ленина и медали «Золотая Звезда».

## Награды
- Герой Советского Союза, 16 октября 1943 года[5][6][7]
  - Орден Ленина
  - Медаль «Золотая Звезда»

## Память
- Улица Каурова в городе Чернобыле, Украина[4]; ныне переулок Почтовый.
- Памятник, установлен рядом с мемориалом погибшим в годы Великой Отечественной войны. Курганская область, Шатровский муниципальный округ, село Яутла — 56°38′41″ с. ш. 64°28′39″ в. д.HGЯO
- Упомянут на памятнике погибшим в годы Великой Отечественной войны (записан как Коуров Ф.А.; там 15 человек с фамилией Коуров, а с фамилией Кауров нет никого). Курганская область, Шатровский муниципальный округ, село Яутла — 56°38′41″ с. ш. 64°28′40″ в. д.HGЯO
- Мемориальная доска на здании МОУ «Яутлинская начальная общеобразовательная школа», открыта в сентябре 2015 года; ныне организация ликвидирована. Курганская область, Шатровский муниципальный округ, село Яутла, ул. Школьная, 9 — 56°38′52″ с. ш. 64°28′50″ в. д.HGЯO[8].

## Семья
Отец Анисим Кузьмич Кауров